# Ocoliș (okręg Marmarosz)
Ocoliș – wieś w Rumunii, w okręgu Marmarosz, w gminie Groși. W 2011 roku liczyła 487 mieszkańców.